# Виконт Клэр
Виконт Клэр (англ. Viscount Clare) — угасший дворянский титул в системе Пэрства Ирландии, созданный два раза в истории (1662—1774, 1767—1788).

## Первая креация (1662)
Титулы виконта Клэра и барона Мойарта были созданы 11 июля 1662 года для Дэниэла О’Брайена (ум. 1663), младшего сына Коннора О’Брайена, 3-го графа Томонда (ок. 1535—1581). В 1691 году Дэниэл О’Брайен, 3-й виконт Клэр, который сражался против Вильгельма Оранского, за что попал в опалу был лишен титула. Его потомки продолжали употреблять титул во Франции. В 1741 году Чарльз О’Брайен, 6-й виконт Клэр (1699—1761), унаследовал титул 9-го графа Томонда после смерти своего дальнего родственника, Генри О’Брайена, 8-го графа Томонда (1688—1741). В 1774 году после смерти в Париже Чарльза О’Брайена, 7-го виконта Клэра и 10-го графа Томонда (1757—1774), оба титула угасли. С 1774 года главенство в династии О’Брайен перешел к графам Инчикуин.

## Вторая креация (1767)
19 января 1767 года титул виконта Клэра и барона Наджента был создан для ирландского политика и поэта Роберта Краггса-Наджента (1709—1788). В 1776 году он получил титул 1-го графа Наджента в системе Пэрства Ирландии. Роберт Краггс-Наджент был депутатом Палаты общин от Сент-Мавеса (1741—1754, 1774—1784) и Бристоля (1754—1774), занимал пост первого лорда по торговле (1767—1768). В 1788 году после его смерти титул виконта Клэра угас.

## Виконты Клэр (креация 1662 года)
- 1662—1666: Дэниэл О’Брайен, 1-й виконт Клэр[англ.] (ок. 1577—1663), младший сын Коннора О’Брайена, 3-го графа Томонда (1535—1581), и Уны О’Брайен (ум. 1589)
- 1666—1670: Коннор О’Брайен, 2-й виконт Клэр[англ.] (ок. 1605 — ок. 1670), сын предыдущего и леди Кэтрин Фицждеральд
- 1670—1691: Дэниэл О’Брайен, 3-й виконт Клэр[англ.] (умер ок. 1691), единственный сын предыдущего и Хоноры О’Брайен
- 1691—1693: Дэниэл О’Брайен, 4-й виконт Клэр[англ.] (умер 4 октября 1693), старший сын предыдущего и Филадельфии Леннард
- 1693—1706: Чарльз О’Брайен, 5-й виконт Клэр[англ.] (1673 — 23 мая 1706), младший брат предыдущего
- 1706—1761: Чарльз О’Брайен, 6-й виконт Клэр (17 марта 1699 — 9 сентября 1761), старший сын предыдущего, титулярный 9-граф Томонд с 1741 года
- 1761—1774: Чарльз О’Брайен, 7-й виконт Клэр, 10 граф Томонд[англ.] (1757 — 29 декабря 1774), единственный сын предыдущего.

## Виконты Клэр (креация 1767 года)
- 1767—1788: Роберт Краггс-Наджент, 1-й виконт Клэр[англ.] (1702 — 13 октября 1788), сын Майкла Наджента (ум. 1739) и Мэри (ум. 1740), дочери Роберта Барниуолла, 9-го барона Тримлестауна (ум. 1689), 1-й граф Наджент с 1776 года.